# Vauxhall (Londyn)
Vauxhall (wym. /'vɔ:ks(ə)l/) – dzielnica Londynu położona w centrum miasta, w gminie London Borough of Lambeth, na południowym brzegu Tamizy.

## Nazwa
Nazwa pochodzi od słowa „Faukeshale” i oznacza „dwór osoby o nazwisku Falkes”. Od nazwy dzielnicy ma wywodzić się między innymi rosyjskie słowo вокзaл (vokzál) oznaczające dworzec. Według popularnej legendy miejskiej, słowo to miało powstać dzięki wizycie rosyjskiej delegacji w Londynie, podczas której parlamentarzyści pokazali im najnowszy ówczesny wynalazek – kolej. Rosjanie, odbywszy podróż koleją na stację Vauxhall, zapytali jak nazywa się ten rodzaj budynku (mając na myśli typ). W odpowiedzi usłyszeli Vauxhall i w takiej formie przenieśli nazwę na rosyjski grunt. W rzeczywistości etymologia tego słowa związana jest z pierwszą linia kolejowa w Rosji, zbudowaną w 1837 roku. Linia ta biegła z Petersburga przez Carskie Sioło do Pałacu Pawłowskiego, gdzie wcześniej założono rozległe ogrody wypoczynkowe. W 1838 r. na stacji zbudowano pawilon muzyczno-rozrywkowy dla pasażerów, który nazwano „Vauxhall” od Vauxhall Gardens na przedmieściach Londynu. Nazwa ta została wkrótce zastosowana do samego budynku dworca pasażerskiego, który był bramą, przez którą większość odwiedzających wchodziła do ogrodów. Później nazwa ta zaczęła odnosić się do budynku pasażerskiego każdej stacji kolejowej.
Również nazwa warszawskiej ulicy Foksal bierze się od ogrodów w dzielnicy Vauxhall. Ponadto od dzielnicy swoją nazwę wzięła brytyjska marka samochodów Vauxhall.

## Historia
Miejscowość nie jest wymieniona w Domesday Book, która zawiera dość szczątkowe informacje na temat Londynu i okolic. W XVIII wieku w dzielnicy znajdowały się ogrody Vauxhall Pleasure Gardens popularne zwłaszcza wśród robotników i prostytutek. W ogrodzie odbywały się występy muzyczne; tzw. „Vauxhall song” uważana jest za pierwszą falę muzyki popularnej w kraju. Ogrody zamknięto w roku 1859. W 1903 powstała fabryka Vauxhall, w której wyprodukowano pierwszy samochód o tej nazwie.